# Vioménil
 Vioménil  es una población y comuna francesa, en la región de Lorena, departamento de Vosgos, en el distrito de Épinal y cantón de Bains-les-Bains. El río Saona nace en esta comuna.

## Demografía
| 234 | 200 | 157 | 136 | 172 | 158 |
| Para los censos de 1962 a 1999 la población legal corresponde a la población sin duplicidades (Fuente: INSEE [Consultar]) |     |     |     |     |     |

## Imágenes

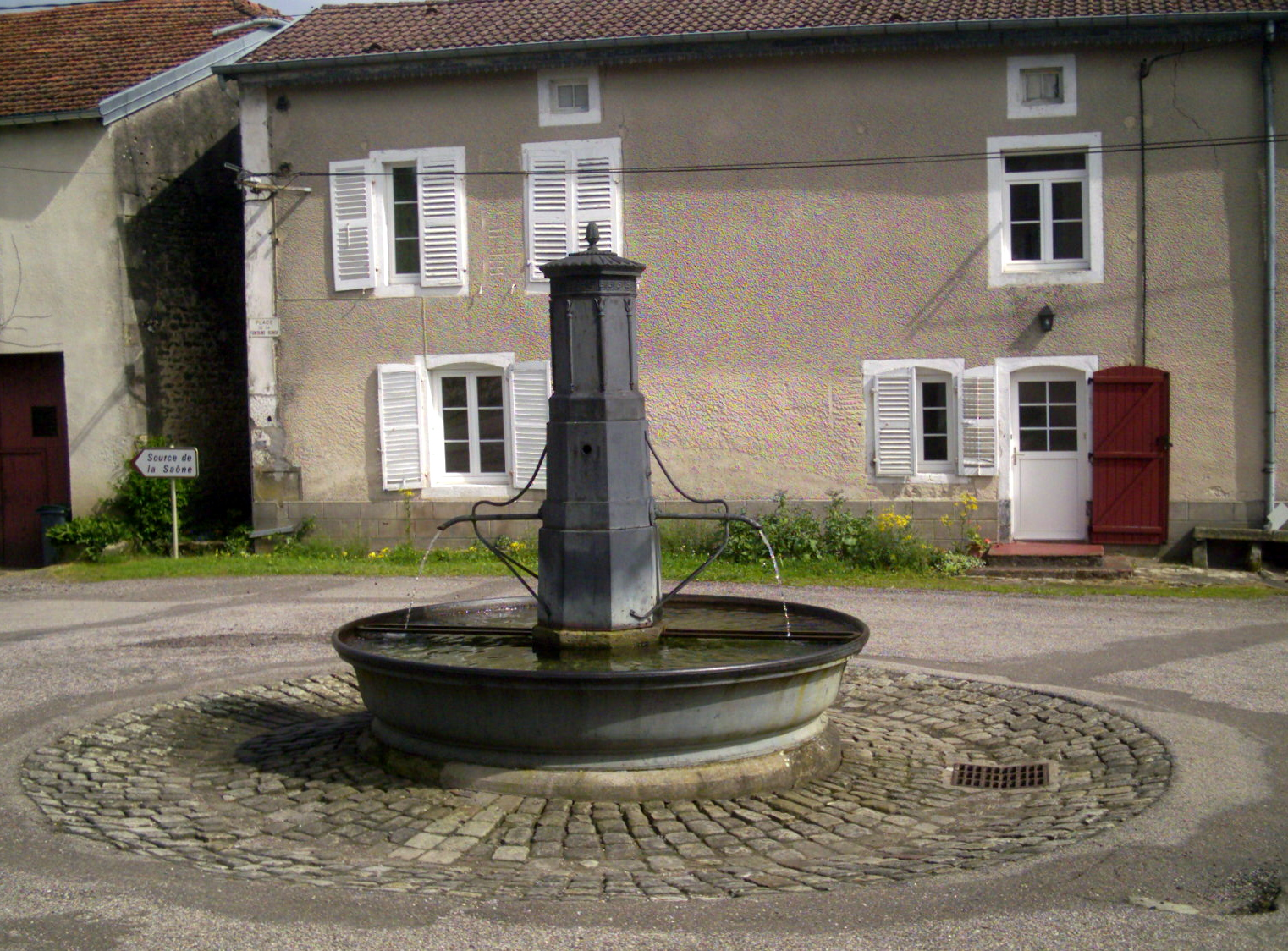
Fuente en Vioménil